# П'єро ді Козімо
П'єро ді Козімо (*Piero di Cosimo, бл. 1461 —12 квітня 1522) — італійський художник Флорентійської школи.

## Життєпис
Народився у родині ювеліра і золотих справ майстра Лоренцо Козімо. З дитинства виявив хист до малювання. Спочатку проходив навчання у батька. Близько 1480 року стає учнем Козімо Росселлі. Разом з вчителем у 1481—1483 роках працював в Римі, куди Росселлі був запрошений папою римським Сікстом IV для розпису папської капели.
П'єро ді Козімо виконав в Римі багато портретів знатних осіб і, зокрема, портрети аристократки Верджінії Орсіні та відомого кондотьєра Роберто Сансеверіно, також написав портрет герцога Валентіно, сина папи римського Олександра VI (відомого як Чезаре Борджіа).
Після Риму П'єро ді Козімо працював у Флоренції, створюючи вівтарні образи і картини в соборі Сан-Спіріто, церкви Сан-Мікеле, капелі Тебальді церкви ордену сервитов.
У своїх творах П'єро ді Козімо нерідко трактував сюжети в химерній манері, що породило чутки про його ексцентричну поведінку. Розповідали, що довгі роки П'єро ді Козімо жив в усамітненні, що не харчувався нічим іншим, окрім варених яєць, і всякі інші малоправдоподібні історії.
Разом з живописом художник займався також влаштуванням маскарадів, святкувань і тріумфальних ходів.

## Творчість
У своїй творчості художник зазнав впливу живопису Філіппіно Ліппі, Леонардо да Вінчі, Гуго ван дер Гуса.
Дарування П'єро ді Козімо було гостро індивідуальним і своєрідним. Притаманні Сандро Боттічеллі елементи сміливого втілення мотивів античної міфології виразилися у нього ще гостріше. Стиль П'єро ді Козімо менш «ідеальний», ніж стиль Боттічеллі, пильнішу увагу він приділяє окремим подробицям натури.
Образи П'єро ді Козімо поетичні, але їм часом властивий якийсь душевний надлом, гостра печаль. Тонке відчуття поетичної краси світу поєднується в творах П'єро ді Козімо з вишуканою стилізацією і атмосферою казковості, виразним малюнком («Смерть Прокріди»; «Легенда про Прометея»; «Персей і Андромеда»). Пильна увага до натури і водночас деяка манірність притаманні його портретам («Сімонетта Веспуччі»).
У 1510-х роках в роботах П'єро ді Козімо посилюється химерність і манірність. Учнями П'єро ді Козімо були Андреа дель Сарто, Франческо да Сангалло та інші.